# Álora
Álora ist eine Gemeinde und eine Stadt in Andalusien in Südspanien. Die Stadt liegt in der Provinz Málaga ca. 40 km nordwestlich von Málaga.
Der pittoreske Ort, der über einige maurische Ruinen und heiße Schwefelquellen verfügt, liegt auf einem Hügel abseits der Sierra de Tolox und überblickt ein fruchtbares Tal, in dem Mais, Dattelpalmen und Zuckerrohr angebaut werden. In Álora wird Brandy destilliert. Wegen des angenehmen Klimas verbringen viele Bewohner der nahegelegenen Großstadt ihren Sommer hier.